# Mikołaj Janowski
Mikołaj Janowski (ur. 1728 w Krakowie, zm. 6 kwietnia 1777 tamże?) – polski malarz działający w Krakowie w drugiej połowie XVIII stulecia.
Był synem Jana. Urodził się w 1728 roku w Krakowie. Uczył się malarstwa zapewne u Tadeusza Kuntzego. W 1747 roku został towarzyszem krakowskiego cechu malarzy, w tym samym roku wpisano go do Albumu Studiosorum, metryki Akademii Krakowskiej.
W cechu szybko osiągnął godność mistrza (1748), był aktywny w obronie jego praw, kilkukrotnie wybierano go starszym cechu (1754, 1755, 1759–1763, 1767, 1770–1775). Uczniami Janowskiego, których wyzwolił na malarzy, byli Stanisław Karbowski (wyzwoliny 1752), Ignacy Kozubski (1760) i Maciej Krasucki (1773). W 1762 roku, razem z Łukaszem Orłowskim, poświadczył starodawność obrazu przedstawiającego Wincentego Kadłubka, który znajdował się w klasztorze cysterskim w Jędrzejowie. Przez trzy lata (1766–1769) nauczał rysunku w Szkołach Nowodworskich.

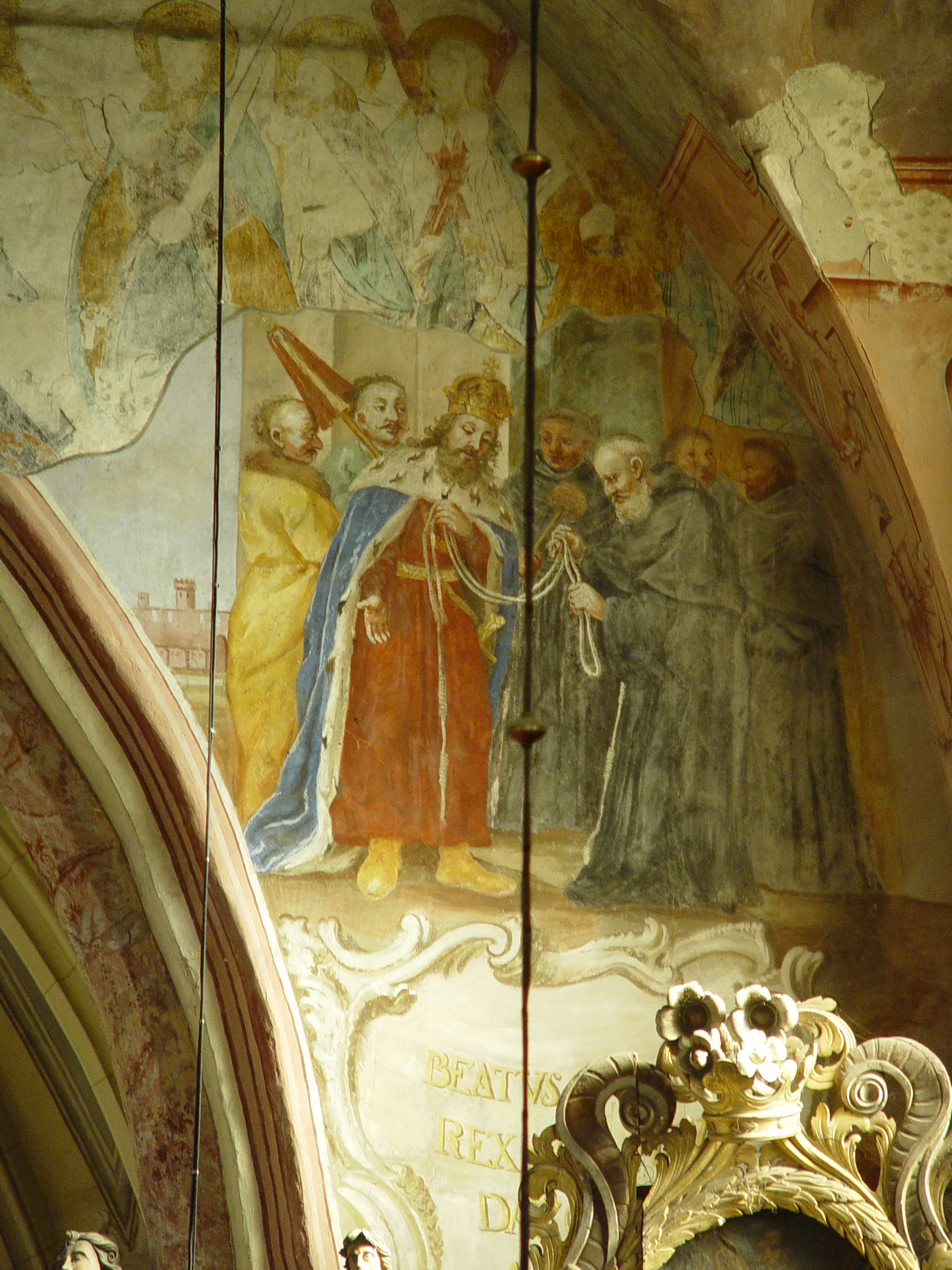
Fragment polichromii kościoła w Nowym Korczynie – Bolesław Wstydliwy przyjmujący pasek św. Franciszka

Janowski w 1761 roku, razem z Maciejem Rejchanem, przyozdobił malowidłami wnętrza kościoła franciszkańskiego w Nowym Korczynie. Spośród szeregu prac na ścianach i sklepieniach sygnaturą NJ 1761 opatrzył tylko jedną, wykonaną na tęczy, przedstawiającą księcia Bolesława Wstydliwego przyjmującego pasek św. Franciszka. Polichromia z Nowego Korczyna jest pierwszym znanym bliżej przykładem jego twórczości w zakresie malowideł naściennych.
Siedem lat później, podpisał, wespół z Janem Neyderferem (Nayderfferem), umowę na wykonanie dekoracji wzdłuż ulicy św. Anny oraz kościoła św. Anny i Collegium Maius. Prace te były związane z obchodami kanonizacji św. Jana Kantego, które ostatecznie odbyły się w 1775 roku. Wygląd tych dekoracji (ukończonych w 1768 czy też raczej w 1775) jest znany z rysunku Francesca Placidiego (w zbiorach Biblioteki Jagiellońskiej) oraz anonimowego rysunku tuszem z zakrystii kościoła św. Anny.
W 1774 roku Janowski wykonał polichromię dla kaplicy św. Jana Kantego w kościele Wszystkich Świętych w Krakowie. Był również autorem malowideł o tematyce nowotestamentowej w zapleckach stalli kolegiaty św. Floriana na Kleparzu, które powstały około 1777 roku. Oprócz tego pracował dla kilku zakonów, mających swoje klasztory w Krakowie, jak i poza nim. Namalował obrazy ołtarzowe do kościołów Dominikanów i Karmelitów na Piasku oraz Karmelitanek Bosych na Wesołej. Ponadto jego płótna, o nieokreślonej tematyce, znajdowały się w świątyniach reformatów i kapucynów, jak również w klasztorach benedyktynek w Staniątkach i bernardynów w Kalwarii Zebrzydowskiej, zaś cykl 20 obrazów, ilustrujących regułę benedyktyńską, przygotował dla kościoła klasztornego w Tyńcu. Z kolei dla kościoła parafialnego w Podegrodziu koło Nowego Sącza wykonał obraz Matki Bożej Niepokalanego Poczęcia.
Mikołaj Janowski zmarł 6 kwietnia 1777 roku, najprawdopodobniej w Krakowie. Jego brat Walenty był również malarzem. Niekiedy błędnie z Mikołajem łączono obraz z kaplicy Skotnickich w katedrze na Wawelu, który w rzeczywistości wykonał Walenty.
Olejny portret Mikołaja Janowskiego został wykonany przez nieznanego autora, jednak płótno to się nie zachowało. Znane jest tylko z akwarelowej kopii Józefa Brodowskiego (1836).